# Wyścig Pokoju U23
Wyścig Pokoju U23 (fr. Course de la Paix U23) – kolarski wyścig wieloetapowy dla kolarzy w wieku do 23 lat rozgrywany w Czechach. Zaliczany jest do Pucharu Narodów U23, w którym posiada kategorię 2.Ncup.

## Zwycięzcy
| Rok  | Pierwsze            | Drugie              | Trzecie              |          |
| ---- | ------------------- | ------------------- | -------------------- | -------- |
| 2013 | Toms Skujiņš        | Jan Hirt            | Luka Pibernik        |          |
| 2014 | Samuel Spokes       | Bram Van Broekhoven | Bartosz Warchoł      |          |
| 2015 | Gregor Mühlberger   | Loïc Vliegen        | Odd Christian Eiking |          |
| 2016 | David Gaudu         | Tao Geoghegan Hart  | Kilian Frankiny      |          |
| 2017 | Bjorg Lambrecht     | Niklas Eg           | Michal Schlegel      |          |
| 2018 | Tadej Pogačar       | Samuele Battistella | Marc Hirschi         |          |
| 2019 | Andreas Leknessund  | Stefan Bissegger    | Clément Champoussin  |          |
| 2020 | odwołany            | odwołany            | odwołany             | odwołany |
| 2021 | Filippo Zana        | Kristjan Hočevar    | Toon Clynhens        |          |
| 2022 | Lennert Van Eetvelt | Rudy Porter         | Mathias Vacek        |          |
| 2023 | Antoine Huby        | Simon Dalby         | Davide De Cassan     |          |
| 2024 | Brieuc Rolland      | Aaron Dockx         | Léo Bisiaux          |          |